# Tássia Carcavalli
Tássia Pereira de Souza Carcavalli -conocida como Tássia Carcavalli o simplemente Tássia- (São Paulo, 30 de julio de 1985) es una jugadora brasileña de baloncesto que ocupa la posición de base.
Fue parte de la Selección femenina de baloncesto de Brasil con la que alcanzó la medalla de bronce en los Juegos Panamericanos de 2011 en Guadalajara, México; además, ganó la medalla de oro en el Campeonato Sudamericano de Baloncesto que se realizó en Medellín, Colombia en 2010 y participó en los Juegos Olímpicos de Londres 2012.